# قائمة مسلسلات رمضان 2022
هذه قائمة المسلسلات العربية التي عُرضت في رمضان 1443هـ الموافق 2022.

## مسلسلات مغاربية
| اسم المسلسل         | المخرج           | الابطال                         | بلد الإنتاج |
| ------------------- | ---------------- | ------------------------------- | ----------- |
| أنا وكانتي          | علي الطاهري      | فضيلة بنموسى، عبد الإله عاجل    | المغرب      |
| بنات السي الطاهر    | عبد الحق الشعبي  | حنان الفاضلي                    | المغرب      |
| فلوكة               | إلهام العلمي     | محمد باسو، فضيلة بنموسى         | المغرب      |
| كابتن حجيبة         | ربيع شجيد        | فاطمة هراندي، جميلة الهوني      | المغرب      |
| يوميات رفيق         | حليم بيض         | سيمو سدراتي، سلمى صلاح الدين    | المغرب      |
| بيا ولا بيك         | مراد الخودي      | محمد خيي، فاطمة خير             | المغرب      |
| نصف قمر             | جيهان البحار     | ماجدولين الإدريسي، رفيق بوبكر   | المغرب      |
| مول لمليح           | أيوب لهنود       | عبد الإله رشيد، سعد موفق        | المغرب      |
| زنقة السعادة        | صفاء بركة        | محمد الخياري، سعاد خيي          | المغرب      |
| التي را التي        | أسامة أوسيدهم    | حسن الفد، مونية لمكيمل          | المغرب      |
| لمكتوب              | علاء أكعبون      | أمين الناجي، مريم الزعيمي       | المغرب      |
| صافي سالينا         | محمد علي المجبود | سامية أقريو، غاني القباج        | المغرب      |
| لطفي النحيلة        | هشام العسري      | أيوب أبو النصر، السعدية أزكون   | المغرب      |
| سلمات أبو البنات ج4 | هشام الجباري     | محمد خيي، السعدية لديب          | المغرب      |
| أولاد الدرب         | ياسين فنان       | أمين الناجي، عبد السلام بوحسيني | المغرب      |
| البوي ج3            | سعيد الناصري     | سعيد الناصري، حنان الإبراهيمي   | المغرب      |

## مسلسلات مصرية
| اسم المسلسل           | المخرج                | الابطال                              | بلد الإنتاج |
| --------------------- | --------------------- | ------------------------------------ | ----------- |
| الاختيار 3            | بيتر ميمي             | أحمد السقا، كريم عبد العزيز، أحمد عز | مصر         |
| الكبير أوي 6          | أحمد الجندي           | أحمد مكي، محمد سلام                  | مصر         |
| جزيرة غمام            | حسين المنباوي         | طارق لطفي، مي عز الدين               | مصر         |
| أحلام سعيدة           | عمرو عرفة             | يسرا، غادة عادل                      | مصر         |
| فاتن أمل حربي         | محمد جمال العدل       | نيللي كريم، شريف سلامة               | مصر         |
| يوتيرن                | سامح عبد العزيز       | ريهام حجاج، عبير صبري                | مصر         |
| بابلو                 | محمد عبد الرحمن حماقي | حسن الرداد، أروى جودة                | مصر         |
| وجوه                  | معتز حسام             | حنان مطاوع، محمود عبد المغني         | مصر         |
| شغل عالي              | مرقس عادل             | فيفي عبده، شيرين رضا                 | مصر         |
| المشوار               | محمد ياسين            | محمد رمضان، دينا الشربيني            | مصر         |
| العائدون              | أحمد نادر جلال        | أمير كرارة، أمينة خليل               | مصر         |
| توبة                  | أحمد صالح             | عمرو سعد، ماجد المصري                | مصر         |
| بطلوع الروح           | كاملة أبو ذكري        | منة شلبي، أحمد صلاح السعدني          | مصر         |
| المداح: أسطورة الوادي | أحمد سمير فرج         | حمادة هلال، أحمد عبد العزيز          | مصر         |
| راجعين يا هوى         | محمد سلامة            | خالد النبوي، هنا شيحة                | مصر         |
| دايما عامر            | مجدي الهواري          | مصطفى شعبان، لبلبة                   | مصر         |
| ملف سري               | حسن البلاسي           | هاني سلامة، عائشة بن أحمد            | مصر         |
| سوتس بالعربي          | عصام عبد الحميد       | آسر ياسين، أحمد داود                 | مصر         |
| مكتوب عليا            | خالد الحلفاوي         | أكرم حسني، أيتن عامر                 | مصر         |
| في بيتنا روبوت 2      | أسامة عرابي           | شيماء سيف، عمرو وهبة                 | مصر         |
| رانيا وسكينة          | شيرين عادل            | روبي، مي عمر                         | مصر         |
| مين قال؟!             | نادين خان             | جمال سليمان، أحمد داش                | مصر         |
| وسط البلد             | أحمد شفيق             | جمال عبد الناصر، ناصر سيف            | مصر         |
| دنيا تانية            | أحمد عبد العال        | ليلى علوي، مجدي كامل                 | مصر         |
| انحراف                | رؤوف عبد العزيز       | روجينا، أحمد صفوت                    | مصر         |
| بيت الشدة             | وسام المدني           | وفاء عامر، أحمد وفيق                 | مصر         |
| مزاد الشر             | ممدوح زكي             | كمال أبو رية، هالة فاخر              | مصر         |
| عودة الأب الضال       | أحمد عبد العال        | بيومي فؤاد، عبير صبري                | مصر         |
| اللغز                 | عصام شعبان            | نورهان، محمد نجاتي                   | مصر         |

## مسلسلات شامية
| اسم المسلسل   | المخرج        | الابطال | بلد الإنتاج |
| ------------- | ------------- | --- | ----------- |
| باب الحارة 12 | محمد زهير رجب | نجاح سفكوني، زهير رمضان، سلمى المصري، قاسم ملحو، رنا الأبيض، نظلي الرواس، رضوان عقيلي، تيسير إدريس، علي كريم، جلال شموط | سوريا       |

## مسلسلات خليجية
| اسم المسلسل          | المخرج           | الابطال | بلد الإنتاج              |
| -------------------- | ---------------- | --- | ------------------------ |
| شباب البومب 10       | سمير عارف        | فيصل العيسى، عبد العزيز الفريحي | السعودية                 |
| العاصوف 3            | المثنى صبح       | ناصر القصبي، عبدالإله السناني، ريم عبدالله، عبدالعزيز السكيرين، ريماس منصور، أمينة العلي، زارا البلوشي، ليلى السلمان، أفنان فؤاد، مريم عبدالرحمن، عيد سعد | السعودية                 |
| من شارع الهرم إلى... | المثنى صبح       | هدى حسين، خالد البريكي | الكويت                   |
| فتح الأندلس          | محمد سامي العنزي | سهيل جباعي، تيسير إدريس | الكويت                   |
| لغز 1990             | ثامر العسلاوي    | عبدالرحمن العقل ، إبراهيم الحربي ، زهرة الخرجي، علي جمعة، عبدالله التركماني، ميس قمر                                                                      | الكويت                   |
| حريم طارق            | محمود دوايمة     | طارق العلي، خالد العجيرب | الإمارات العربية المتحدة |